# Distretto di Raisen
Il distretto di Raisen è un distretto del Madhya Pradesh, in India, di 1 120 159 abitanti. È situato nella divisione di Bhopal e il suo capoluogo è Raisen.
Nel distretto di Raisen si trovano:
- la città storica di Sanchi, i cui principali monumenti buddisti sono state inseriti nel 1989 nell'elenco dei Patrimoni dell'umanità dell'UNESCO;
- il sito archeologico di Bhimbetka, anch'esso inserito nel 2003 nell'elenco dei Patrimoni dell'umanità dell'UNESCO;
- la città storica di Bhojpur, fondata dal re Bhoj, che conserva il tempio Bhojeshwar.